# Blind Fool Love
Blind Fool Love é uma banda de post-hardcore formada em 2005. A banda lançou seu álbum de estreia "La Strage Di Cupido" com a gravadora Sony Music em 27 de setembro de 2011.

## História
Blind Fool Love foi formada em 2005 na Itália pelo vocalista e guitarrista Tommaso Sabatini e o baixista Piero Cini. Em 2007, a banda gravou duas demos "Incubi di Maggio" e "Ninna Nanna", que foram lançadas na internet. Em novembro de 2009 eles lançaram seu primeiro single "Vampiro" juntamente a um video clipe.
Em 2011, Blind assinou com a Sony Music. Logo em 11 de março do mesmo ano lançaram o single "Pianto" e mais tarde um videoclipe da canção em 28 de março. Em 3 de maio de 2011 lançaram seu EP com sete canções, Il Pianto. O álbum foi classificado em 5º lugar no Italy Albums Top 100. Em 27 de setembro, eles lançaram o primeiro álbum da banda nomeado La Strage Di Cupido. O estilo do vocalista da banda é o estilo caracterizado por Emos, sendo que sua fonte de inspiração é o vocalista Andy Biersack da banda norte-americana Black Veil Brides.

## Discografia

### Álbuns
- La Strage Di Cupido (2011)

### EP
- Il Pianto (2011)

### Demos
- Incubi di Maggio (2007)
- Ninna Nanna (2007)

### Video clipes
- "Vampiro" (2009)
- "Saranno Giorni" (2010)
- "Il Pianto" (2011)
- "La Ballata Della Farfalla Melitaea" (2011)
- "Com'Eri Un Tempo" (2011)